# گیاه‌پارچ ایزومیای
گیاه‌پارچ ایزومیای (نام علمی: Nepenthes izumiae) نام یک گونه از سرده گیاه پارچ است.